# 비독 (영화)
《비독》(Vidocq)은 프랑스에서 제작된 피토프 감독의 2001년 액션, 판타지, 범죄, 스릴러, 드라마, 미스터리 영화이다. 제라르 드빠르디유 등이 주연으로 출연하였고 도미니크 페루자 등이 제작에 참여하였다.

## 출연

### 주연
- 제라르 드빠르디유
- 기욤 까네
- 이네 사스뜨레
- 앙드레 뒤솔리에

### 조연
- 에디트 스코브
- 무사 마스크리
- 쟝 피에르 고스
- 이자벨 르노

## 기타
- 미술: 진 라바세
- 의상: 캐린 사파티
- 배역: 브리짓 므와동

## 한국어 더빙 성우진(MBC)
- 박조호 - 비독 (제라르 드빠르디유)
- 표영재 - 에티엔 (기욤 까네)
- 황윤걸 - 니미에르 (무사 마스크리)
- 정남 - 프레아 (이네 사스뜨레)
- 황일청 - 국장 (앙드레 뒤솔리에)
- 최한 - 프로아상 (프랑소와 샤롯)
- 이선주 - 라피트 부인 (이자벨 르노)
- 김태훈
- 박태호
- 전국근
- 이진홍
- 이상훈
- 정재헌